# سوق النساء (فلم 1994)
سوق النساء هو فيلمٌ مصريٌ أُنتج عام 1994.

## قصة الفيلم
يقوم رضوان (عادل هاشم) بتكليف الصحفية نادية (شريهان) مهمة التحقيق في جريمة مقتل فتاة سقطت من الدور العاشر لإحدى البنايات، وكان الرائد أحمد (محمود حميدة) هو المُكلّف بالتحقيق في القضية، التي لا يُعرف ما إذا كانت حادثة انتحار أم جريمة أخلاقية. لكن الضابط حسن أبلغها أن الشقة تُدار فيها أعمالٌ منافيةٌ للآداب.
تبدأ الصحفية نادية تحقيقها، وتكتشف أن شخصاً اسمه غريب (حسين فهمي)، مطلوب من الإنتربول، وله اسمٌ مستعارٌ في روما هو برونو، وهو ضمن عصابةٍ دوليةٍ تستدرج الفتيات للعمل كعارضات أزياء في روما، وباريس، ثم تُلتقط صورٌ خادشةٌ لهن، يتعرضن بعدها للابتزاز وممارسة الدعارة.
قررت نادية أن تتسلل إلى حياة غريب بعد قراءتها إعلاناً عن مدرسةٍ للرقص، توفر فرصة السفر للخارج. وقابلت غريب، ثم أحبها، واستغلت حبه لها، بتصويره، وتسجيل أحاديث له تدينه.

## وصلات خارجية
- مقالات تستعمل روابط فنية بلا صلة مع ويكي بيانات
- سوق النساء على الدهليز
- سوق النساء على كاروهات